# Josué Homawoo
Josué Homawoo, né le 12 novembre 1997 à Lomé au Togo, est un footballeur franco-togolais et international togolais qui joue au poste de défenseur central au Standard de Liège.

## Carrière

### En club

#### Formation
Né au Togo, Josué Homawoo déménage en France à l'âge de cinq ans et demi et commence à y jouer au football. Formé à l'Élan Sportif Lyonnais puis à Lyon-Saint-Priest, il rejoint l'équipe réserve du FC Nantes en 2015

#### Carrière professionnelle

##### FC Nantes
Le 6 juin 2017, Homawoo signe son premier contrat professionnel avec le FC Nantes. Il fait ses débuts professionnels avec le FC Nantes lors d'un match nul 3-3 en Ligue 1 contre le Dijon FCO le 8 février 2020.

##### FC Lorient
Il rejoint l'équipe réserve du FC Lorient le 2 octobre 2020. Il ne joue que deux matches en octobre avec le club breton.

##### Red Star
Il est ensuite transféré au Red Star, club de Championnat National (troisième division française), en juin 2021. Il y est principalement aligné d'août 2021 à février 2022 et de mars à mai 2023.

##### Dinamo Bucarest
Le 16 juillet 2023, il est annoncé qu'il a signé un contrat avec le Dinamo Bucureșt Il fait ses débuts pour l'équipe le 14 août 2023, jouant 90 minutes lors de la victoire 1-0 contre le FC Botoșani. Pour sa performance dans le match, il est sélectionné dans l'équipe de la semaine de la Liga I. Le 18 février 2024, Homawoo provoque un penalty lors de la victoire 3-1 à domicile contre Oțelul Galați et il est nommé pour la deuxième fois de la saison dans l'équipe de la semaine de la Liga I.

##### Standard de Liège
Le 1er juillet 2025, il s'engage librement avec le club de division 1 belge du Standard de Liège où il signe un contrat de deux saisons, assorti d'une option pour une année supplémentaire, le liant au club liégeois au minimum jusqu'en 2027. Il est aligné dès le premier match du championnat de Belgique à la RAAL La Louvière le 26 juillet (victoire 0-2).

### En sélection
Il fait ses débuts en équipe nationale du Togo lors d'un match des  éliminatoires de la Coupe d'Afrique des nations de football contre le Liberia, le 6 septembre 2024.
En 2025, il est repris par le sélectionneur Daré Nibombé et participe aux  qualifications pour la Coupe du monde de football 2026.